# Guillaume Kasbarian

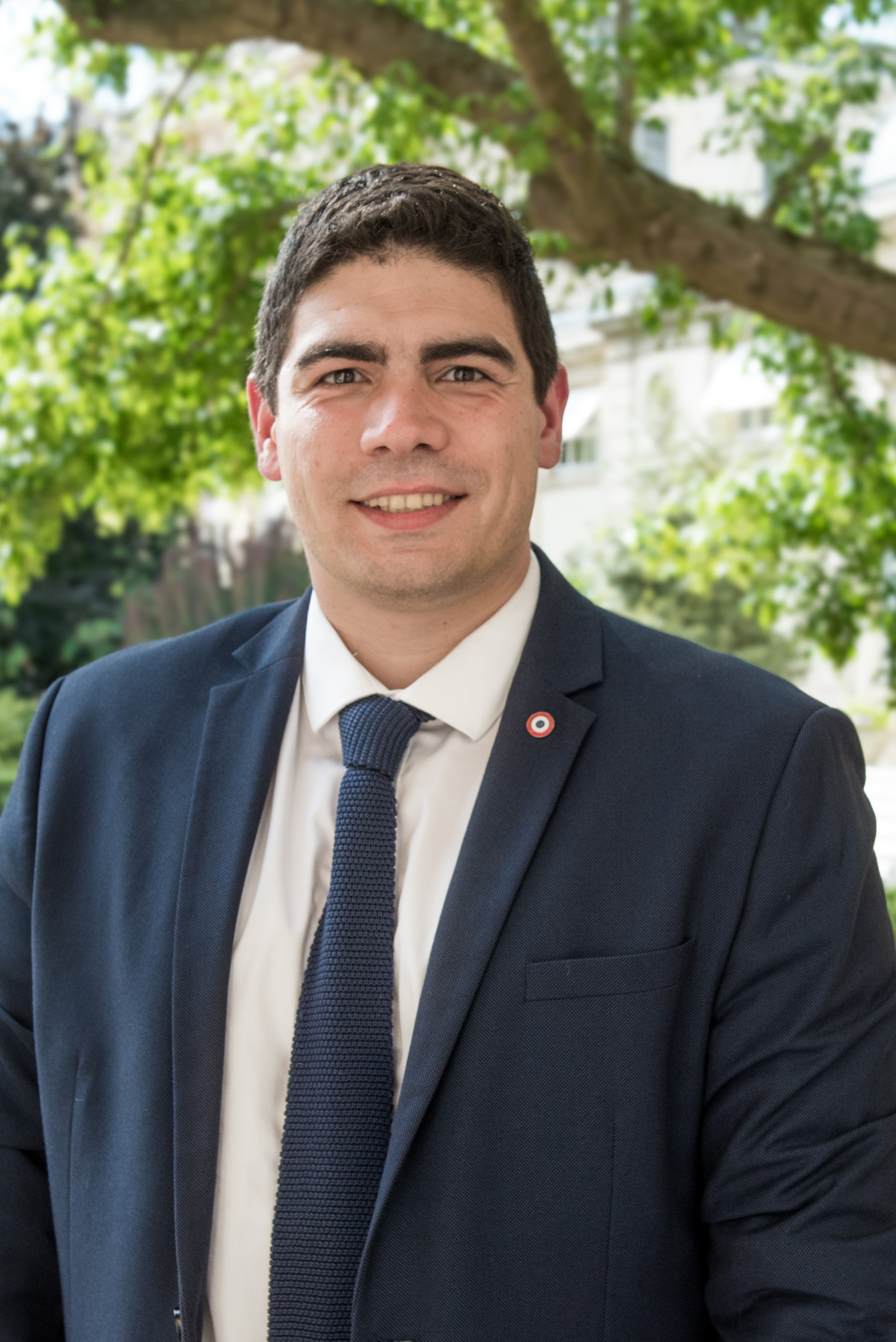
Guillaume Kasbarian (2017)

Guillaume Kasbarian (* 28. Februar 1987 in Marseille) ist ein französischer Politiker der Partei Renaissance (RE), der von 2017 bis 2022 sowie 2024 Mitglied der Nationalversammlung ist und 2024 im Kabinett Barnier das Amt als Minister für den öffentlichen Dienst, Vereinfachung und Wandel des öffentlichen Handelns übernahm.

## Leben
Guillaume Kasbarian, der aus einer armenischen Familie stammt, begann nach dem Besuch des Lycée Saint Louis de Gonzague in Paris ein Studium an der Wirtschaftshochschule École supérieure des sciences économiques et commerciales (ESSEC), welches er 2009 mit einem Diplom beendete, und war im Anschluss als Strategieberater für die Unternehmensberatung Monitor Deloitte tätig.
Bei der Parlamentswahl am 18. Juni 2017 wurde Kasbarian für die von Emmanuel Macron gegründeten Bewegung Die Republik in Bewegung (La République En Marche!) LREM bei, der heutigen Partei Wiedergeburt RE (Renaissance), im ersten Wahlkreis des Département Eure-et-Loir zum Mitglied der Nationalversammlung (Assemblée nationale) gewählt und gehörte dieser nach seiner Wiederwahl am 19. Juni 2022 vom 21. Juni 2017 bis zu seinem Mandatsverzicht am 8. März 2024 an, woraufhin Véronique de Montchalin neue Abgeordnete für diesen Wahlkreis wurde. Während seiner Parlamentsmitgliedschaft fungierte er als Nachfolger von Roland Lescure zwischen dem 30. Juni 2022 und seiner Ablösung durch Stéphane Travert am 8. Februar 2024 als Vorsitzender des Wirtschaftsausschusses (Commission des Affaires économiques) der Nationalversammlung. Im Anschluss wurde er am 8. Februar 2024 in das Kabinett Attal und bekleidete zwischen dem 8. Februar und dem 21. September 2024 den Posten als Beigeordneter Minister für Wohnungswesen (Ministre délégué chargé du Logement), wodurch er einer der engsten Mitarbeiter des Ministers für den ökologischen Übergang und den territorialen Zusammenhalt Christophe Béchu.
Bei der Parlamentswahl am 7. Juli 2024 wurde Kasbarian für die RE im ersten Wahlkreis des Département Eure-et-Loir als Nachfolger Véronique de Montchalin wieder zum Mitglied der Nationalversammlung gewählt. Er wurde am 21. September 2024 von Premierminister Michel Barnier in dessen Kabinett berufen und übernahm dort das Amt als Minister für den öffentlichen Dienst, Vereinfachung und Wandel des öffentlichen Handelns (Ministre de la Fonction publique, de la Simplification et de la Transformation de l’action publique).